# Salma Luévano Luna
Salma Luévano Luna (Aguascalientes; 15 de marzo de 1968) es una política, estilista, y activista LGBT mexicana. Fue la primera mujer trans candidata a una alcaldía y una de las dos primeras en integrar la Cámara de Diputados de México.

## Biografía
Nació en Aguascalientes según la información legislativa mexicana, pero otras fuentes periodísticas indican que es originaria de Minatitlán, Veracruz.
Su nombre de nacimiento es Raúl Luévano Luna. Según entrevistas y declaraciones públicas, nació en el estado de Veracruz y posteriormente se mudó a la ciudad de Aguascalientes debido a conflictos familiares. En ese proceso de transición personal y geográfica surgió su identidad como Salma Luévano.
En 1985, cuando tenía 17 años, fue arrestada por la policía mexicana por haberse identificado como persona transgénero. Después de esto empezó a ser activista por los derechos de la comunidad LGTB. Fue la directora del colectivo "Juntes por el camino de la diversidad" de 2017 a 2021.
Es diseñadora de imagen y estilista profesional. Además es propietaria de varios salones de belleza que llevan su nombre en el estado de Aguascalientes.
En 2019, solicitó su cambio de género con el objetivo de ser presidenta municipal de Aguascalientes. Presentó su candidatura con el partido Morena y fue la primera mujer trans en México en competir para ese cargo.

Posteriormente se presentó con el partido Morena en las elecciones federales de México de 2021 y fue electa por la vía plurinominal en la segunda circunscripción. Como resultado, fue una de las dos primeras mujeres trans electas en el parlamento mexicano, junto a María Clemente García Moreno.